# Список глав государств в 1116 году
Список глав государств в 1115 году — 1116 год — Список глав государств в 1117 году — Список глав государств по годам

## Азия
- Аббасидский халифат — Аль-Мустазхир Биллах, халиф (1094 — 1118)
- Анатолийские бейлики —
  - Артукиды — 
    - Рукн ад-Даула Дауд ибн Сокмен, эмир (Хисн Кайф) (1109 — 1144)
    - Иль-Гази I, эмир (Мардин) (1107 — 1122)

  - Данишмендиды — Гази Гюмюштекин, эмир (1104 — 1134)
  - Иналогуллары — Илальди, эмир (1110 — 1142)
  - Менгджуки (Менгучегиды) — Исхак, бей (1090 — 1120)
  - Салтукиды — Али, эмир (1102 — 1124)
  - Шах-Армениды — Ибрахим Захир ад-дин, эмир (1111 — 1127)
- Антиохийское княжество — Боэмунд II, князь (1111 — 1130)
- Армения —
  - Киликийское царство — Торос I, князь (1100/1102/1103 — 1129)
  - Сюникское царство — Григор II Сенекеримян, царь (1096 — 1166)
  - Ташир-Дзорагетское царство — 
    - Давид II, царь (1089 — 1118)
    - Аббас I, царь (1089 — 1118)
- Восточно-Караханидское ханство — Ахмед Арслан-хан, хан (1103 — 1130)
- Газневидское государство — 
  - Ширзад, султан (1115 — 1116)
  - Арслан-шах, султан (1116 — 1117)
- Грузинское царство — Давид IV Строитель, царь (1089 — 1125)
- Гуриды — Изз уд-Дин Хусайн, малик (1100 — 1146)
- Дайвьет — Ли Ньян Тонг, император[англ.] (1072 — 1127)
- Дали (Дачжун) — Дуань Юй, король (1108 — 1147)
- Западно-Караханидское ханство — Мухаммед-тегин, хан (1102 — 1129)
- Иерусалимское королевство — Балдуин I, король (1100 — 1118)
- Индия —
  - Венад[англ.] — Кота Варма Мартаандам, махараджа[англ.] (1102 — 1125)
  - Восточные Ганги[англ.] — Анантаварман Чодагнга, царь[англ.] (1078 — 1147)
  - Западные Чалукья[англ.] — Трибхуванамалла Викрамадитья VI, махараджа (1077 — 1127)
  - Калачури[нем.] — Ясахкарна, раджа[нем.] (1072 — 1125)
  - Качари[англ.] — Гиридхар, царь[англ.] (ок. 1100 — ок. 1125)
  - Кашмир (Лохара) — Суссала, царь[англ.] (1111 — 1128)
  - Пала — Рамапала, царь (1077 — 1130)
  - Парамара[англ.] — Наравармандева, махараджа[англ.] (1094 — 1134)
  - Сена — Виджая Сена, раджа (1096 — 1159)
  - Соланки — Джаясимха Сиддхараджа, раджа (1093 — 1143)
  - Хойсала — Боттига Вашнувардхана, перманади (1108 — 1152)
  - Чандела — Саллакшанаварман, раджа (1100 — 1117)
  - Чола — Кулоттунга Чола I, махараджа (1070 — 1120)
  - Ядавы (Сеунадеша) — Сингхана I, махараджа (1105 — 1145)
- Иран —
  -  Баванди — Карен II, испахбад (1114 — 1117)
- Йемен —
  - Зурайиды — Абус Сюид I, амир (1110 — ?)
  - Наджахиды — Мансур бин Фатик, амир (1109 — 1124)
  -  Сулайхиды — Арва бинт Ахмад, эмир (1086 — 1138)
  -  Хамданиды — 
    - Маан бин Хатим, султан (1111 — 1116)
    - Хишам бин аль-Кубайб, султан (1116 — 1124)
- Кедири — Джаяварса, раджа (1104 — ок. 1117)
- Китай — 
  -  Империя Сун  — Хуэй-цзун (Чжао Цзи), император (1100 — 1125)
  - Западное Ся — Чунцзун (Ли Ганьчунь), император (1086 — 1139)
  - Ляо — Тяньцзо-ди, император (1101 — 1125)
  - Цзинь — Ваньянь Агуда (Тай-цзу), император (1115 — 1123)
- Кхмерская империя (Камбуджадеша) — Сурьяварман II, император (1113 — 1150)
- Конийский (Румский) султанат — 
  - Малик-шах I, султан (1107 — 1116)
  - Масуд I, султан (1116 — 1156)
- Корея (Корё)  — Йеджон, ван (1105 — 1122)
- Лемро — Тагивин II, царь[англ.] (1115 — 1133)
- Паган — Ситу I, царь[англ.] (1112/1113 — 1167)
- Полоннарува — Викрамабаху I, царь (1111 — 1132)
- Сельджукская империя — Мухаммад, великий султан (1105 — 1118)
  - Султанат Алеппо — Султан-шах, султан (1114 — 1117)
  - Дамасский эмират — Тугтегин, эмир (1104 — 1128)
  - Иракский султанат — Мухамад ибн Малик-шах, султан (1104 — 1118)
  - Керманский султанат — Арслан-шах I, султан (1101 — 1142)
- Сунда — Ланглангбхуми, махараджа (1064 — 1154)
- Графство Триполи — Понс, граф (1112 — 1137)
- Тямпа — Хариварман V, князь (1114 — 1139)
- Государство Хорезмшахов — Кутб ад-Дин Мухаммед I, хорезмшах (1097 — 1127)
- Шеддадиды (Анийский эмират) — Манучихр ибн Шавур I, эмир (1072 — 1118)
- Ширван — Афридун I, ширваншах (1106 — 1120)
- Эдесское графство — Балдуин II, граф (1100 — 1118)
- Япония — Тоба, император (1107 — 1123)

## Африка
- Альморавиды — Али ибн Юсуф, эмир (1106 — 1143)
- Гана — Банну Бубу, царь (1100 — 1120)
- Гао — Фададьо, дья (ок. 1090 — ок. 1120)
- Зириды — 
  - Йахья Абу Тахир ибн Тамим, эмир (1108 — 1116)
  - Али ибн Йахья, эмир (1116 — 1121)
- Канем — Дунама II, маи (1098 — 1150)
- Килва — аль-Хассан ибн Давуд, султан (1106 — 1129)
- Макурия — Василий, царь (ок. 1089 — ок. 1130)
- Нри[англ.] — Намоке, эзе[англ.] (1090 — 1158)
- Фатимидский халифат — Аль-Амир Биахкамиллах, халиф (1101 — 1130)
- Хаммадиды — Абд аль-Азиз ибн Мансур, султан (1104 — 1121)
- Эфиопия — Кедус Гарбе, император (1079 — 1119)

## Европа
- Англия — Генрих I, король (1100 — 1135)
- Венгрия — 
  - Кальман I Книжник, король (1095 — 1116)
  - Иштван II, король (1116 — 1131)
- Венецианская республика — Орделаффо Фальер, дож (1102 — 1117)
- Византийская империя — Алексей I Комнин, император (1081 — 1118)
- Дания — Нильс, король (1104 — 1134)
- Ирландия — Муйрхертах Уа Бриайн, верховный король (1101 — 1119)
  - Айлех — Домналл Уа Лохлайнн, король (1083 — 1121)
  - Дублин — Домнал мак Муйрхертах Уа Бриайн, король (1094 — 1102, 1103 — 1118)
  - Коннахт — Тойрделбах Уа Конхобайр, король (1106 — 1156)
  - Лейнстер — Дермот III, король (1115 — 1117)
  - Миде — Мурхад мак Домнайлл Уа Маэл Сехлайнн, король (1106 — 1127, 1130 — 1143)
  - Мунстер — 
    - Муйрхертах Уа Бриайн, король (1086 — 1114, 1115 — 1116, 1118 — 1119)
    - Диармайт Уа Бриайн, король (1114 — 1115, 1116 — 1118)

  - Ольстер — Аэд мак Дуйнн Слейбе, король (1113 — 1127)
    - Эохайд Уа Махгамна, король (1113 — 1127)
- Испания —
  - Ампурьяс — 
    - Уго II, граф (ок. 1078 — ок. 1116)
    - Понс II, граф (ок. 1116 — ок. 1154)

  - Арагон — Альфонсо I Воитель, король (1104 — 1134)
  - Барселона — Рамон Беренгер III Великий, граф (1097 — 1131)
  - Кастилия и Леон — Уракка, королева (1109 — 1126)
  - Конфлан и Серданья — Бернар I Гильем, граф (1109 — 1117)
  - Майорка (тайфа) — Абу-И-Раби Сулейман, эмир (1114 — 1126)
  - Наварра — Альфонсо I Воитель, король (1104 — 1134)
  - Пальярс Верхний — Артау (Артальдо) II, граф (1082 — ок. 1124)
  - Пальярс Нижний — Бернат Рамон I, граф (ок. 1112 — 1124)
  - Португалия — Тереза, графиня (1112 — 1128)
  - Сарагоса (тайфа) — Имад ад-даула Абд ал-Малик, эмир (1100 — 1119)
  - Урхель — Эрменгол VI, граф (1102 — 1154)
- Италия —
  - Аверса — Роберт I, граф (1105/1106 — 1120)
  - Апулия и Калабрия — Вильгельм II, герцог (1111 — 1127)
  - Гаэта — Джонатан, герцог[англ.] (1112 — 1121)
  - Капуя — Роберт I, князь (1105/1106 — 1120)
  - Неаполь — Иоанн VI, герцог (1107 — ок. 1123)
  - Сицилия — Рожер II, великий граф (1105 — 1130)
  - Таранто — Боэмунд II, князь (1111 — 1128)
- Киевская Русь (Древнерусское государство) — Владимир Всеволодович Мономах, великий князь Киевский (1113 — 1125)
  -  Владимиро-Суздальское княжество — Юрий Владимирович Долгорукий, князь (1113 — 1149, 1151 — 1157)
  -  Волынское княжество — Ярослав Святополчич, князь (1100 — 1118)
  -  Городенское княжество — Всеволодко, князь (1116 — 1141)
  -  Звенигородское княжество — Ростислав Володаревич, князь (1092 — 1124)
  -  Курское княжество — Игорь Ольгович, князь (1115 — 1127)
  -  Муромское княжество — Ярослав Святославич, князь (1097 — 1123, 1127 — 1129)
  -  Новгород-Северское княжество — Всеволод Ольгович, князь (1115 — 1127)
  -  Новгородское княжество — Мстислав Владимирович Великий, князь (1088 — 1094, 1095 — 1117)
  -  Перемышльское княжество — Володарь Ростиславич, князь (1092 — 1124)
  -  Переяславское княжество — Ярополк Владимирович, князь (1114 — 1132)
  -  Полоцкое княжество — 
    - Давыд Всеславич, князь (1101 — 1127, 1128 — 1129)
    - Борис (Рогволод) Всеславич, князь (1101 — 1128)
    -  Витебское княжество — Святослав Всеславич, князь (1101 — 1129)
    -  Лукомское княжество — Ростислав Всеславич, князь (1101 — 1129)
    -  Минское княжество — Глеб Всеславич, князь (1101 — 1119)

  -  Смоленское княжество — Вячеслав Владимирович, князь (1113 — 1127)
  -  Теребовльское княжество — Василько Ростиславич, князь (1085 — 1124)
  -  Черниговское княжество — Давыд Святославич, князь (1097 — 1123)
- Норвегия — 
  - Эйстейн I Магнуссон, король (1103 — 1123)
  - Сигурд I Крестоносец, король (1103 — 1130)
- Папская область — Пасхалий II, папа римский (1099 — 1118)
- Польша — Болеслав III Кривоустый, князь (1102 — 1138)
- Померания — Вартислав I, князь (1106 — 1135)
- Прованс — 
  - Альфонс I Иордан Тулузский, маркиз (1112 — 1148)
  - Рамон Беренгер III Барселонский, граф (1112 — 1131)
- Священная Римская империя — Генрих V, император (1111 — 1125)
  - Австрийская (Восточная) марка — Леопольд III Святой, маркграф (1095 — 1136)
  - Бавария — Вельф II, герцог (1101 — 1120)
  - Баден — Герман II, маркграф (1112 — 1130)
  - Бар — Рено I, граф (1105 — 1149)
  - Берг — Адольф II (IV), граф (1106 — 1160)
  - Верхняя Лотарингия — Симон I, герцог (1115 — 1139)
  - Вюртемберг — Конрад II, граф (1110 — 1143)
  - Гелдерн — Герхард I, граф (1096 — 1129)
  - Голландия — Флорис II Толстый, граф (1091 — 1121)
  - Гольштейн — Адольф I, граф (1111 — 1130)
  - Каринтия — Генрих III, герцог (1090 — 1122)
  - Лимбург — Генрих I, герцог (1106 — 1119)
  - Лувен — Готфрид I, граф (1095 — 1139)
  - Лужицкая (Саксонская Восточная) марка — Генрих II, маркграф (1103 — 1123)
  - Люксембург — Вильгельм I, граф (1096 — 1131)
  - Мейсенская марка — Генрих II, маркграф (1103 — 1123)
  - Монбельяр — Тьерри II, граф (1105 — 1163)
  - Монферрат — Раньери, маркграф (1111 — ок. 1136)
  - Намюр — Жоффруа I, граф (1102 — 1139)
  - Нижняя Лотарингия — Готфрид V, герцог (1106 — 1125, 1138 — 1139)
  - Ольденбург — Эгильмар II, граф (1108 — 1143)
  - Рейнский Пфальц — Готфрид, пфальцграф (1113 — 1129)
  - Савойя — Амадей III, граф (1103 — 1148)
  - Саксония — Лотарь, герцог (1106 — 1137)
  - Северная марка — Гельферих фон Плёцкау, маркграф (1112 — 1118)
  - Сполето — Вернер II, герцог (1093 — 1119)
  - Чехия — Владислав I, князь (1109 — 1117, 1120 — 1125)
    - Брненское княжество — Собеслав I, князь (1115 — 1123)
    - Зноемское княжество — Собеслав I, князь (1113 — 1123)
    - Оломоуцкое княжество — Ота II Чёрный, князь (1091 — 1110, 1113 — 1126)

  - Швабия — Фридрих II, герцог (1105 — 1147)
  - Штирия (Карантанская марка) — Отакар II, маркграф (1082 — 1122)
  - Эно (Геннегау) — Бодуэн III, граф (1098 — 1120)
  - Юлих — Герхард III, граф (1093 — 1128)
- Сербия —
  - Дукля — Георгий Бодинович, жупан (1113 — 1118, 1125 — 1131)
  - Рашка — Урош I, великий жупан (1112 — 1145)
- Уэльс —
  - Гвинед — Грифид ап Кинан, король (1081 — 1137)
  - Дехейбарт — Грифид ап Рис, король (1116 — 1137)
  - Поуис — 
    - Оуайн ап Кадуган, король (1111 — 1116)
    - Маредид ап Бледин, король (1075 — 1102, 1116 — 1132)
- Франция — Людовик VI Толстый, король (1108 — 1137)
  - Аквитания — Гильом IX Трубадур, герцог (1086 — 1126)
    - Арманьяк — Жеро III, граф (1110 — 1160)
    - Фезансак — Азельма, графиня (1103 — 1119)

  - Ангулем — Гильом V, граф (1087 — 1120)
  - Анжу — Фульк V, граф (1109 — 1129)
  - Блуа — Тибо IV Великий, граф (1102 — 1152)
  - Бретань — Конан III, герцог (1112 — 1148)
    - Нант — Конан III, граф (1112 — 1148)
    - Ренн — Конан III, граф (1112 — 1148)

  - Булонь — Евстахий III, граф (1088 — 1125)
  - Бургундия (герцогство) — Гуго II Тихий, герцог (1103 — 1143)
  - Бургундия (графство) — Гильом II, пфальцграф (1102 — 1125)
  - Вермандуа — Рауль I, граф (1102 — 1152)
  - Макон — 
    - Гильом II Бургундский, граф (1097 — 1125)
    - Рено III, граф (1102 — 1148)

  - Невер — Гильом II, граф (1097 — 1148)
  - Нормандия — Генрих I Английский, герцог (1106 — 1135)
  - Овернь — Гильом VI, граф (ок. 1096 — 1136)
  - Руссильон — Госфред III, граф (1113 — 1164)
  - Тулуза — Альфонс I Иордан, граф (1112 — 1148)
  - Фландрия — Бодуэн VII, граф (1111 — 1119)
  - Фуа — Роже II, граф (1071 — 1124)
  - Шалон — Гильом I, граф (1113 — 1166)
  - Шампань — Гуго I, граф (1102 — 1125)
- Швеция — 
  - Филипп, король (1105 — 1118)
  - Инге II Младший, король (1110 — 1125)
- Шотландия — Александр I Неистовый, король (1107 — 1124)

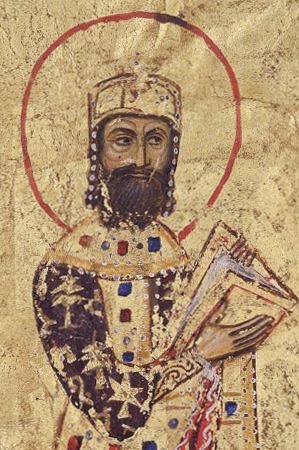
Алексей I Комнин 1081-1118 Император Византии
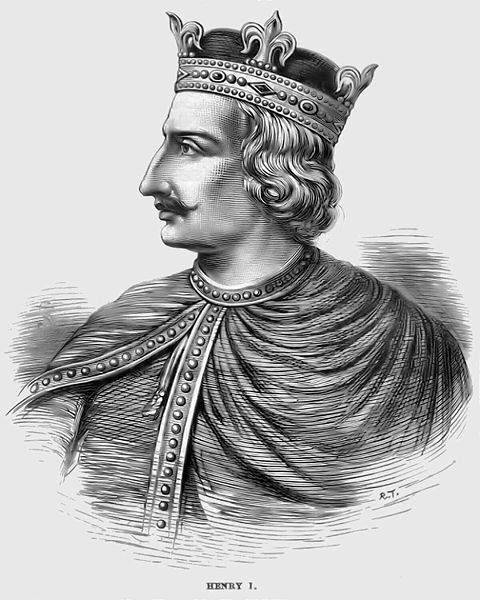
Генрих I 1000-1135 Король Англии
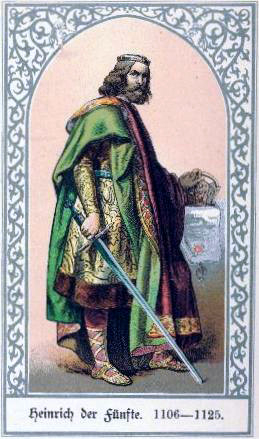
Генрих V 1111-1125 Император Священной Римской империи
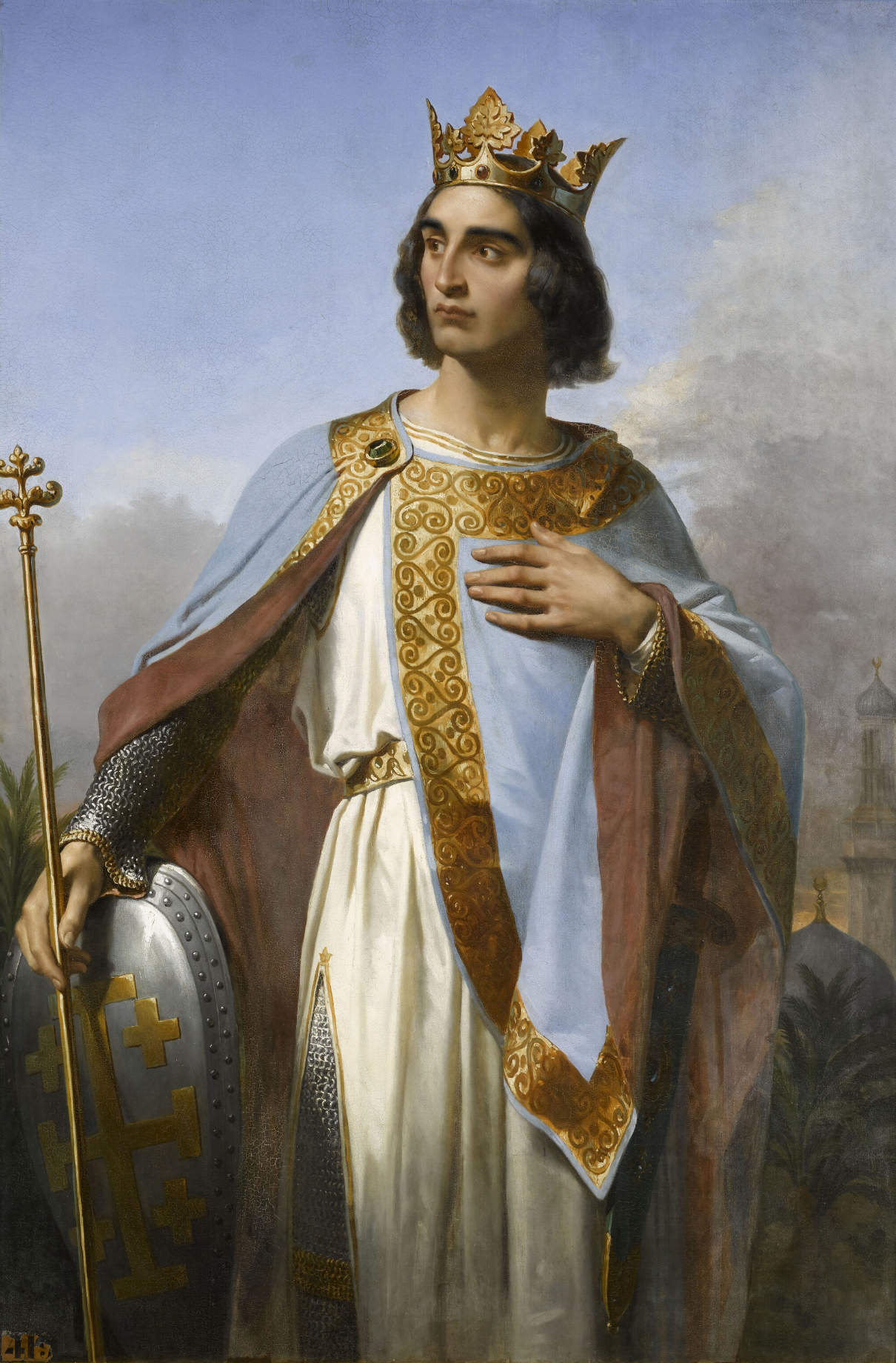
Балдуин I 1000-1118 Король Иерусалима
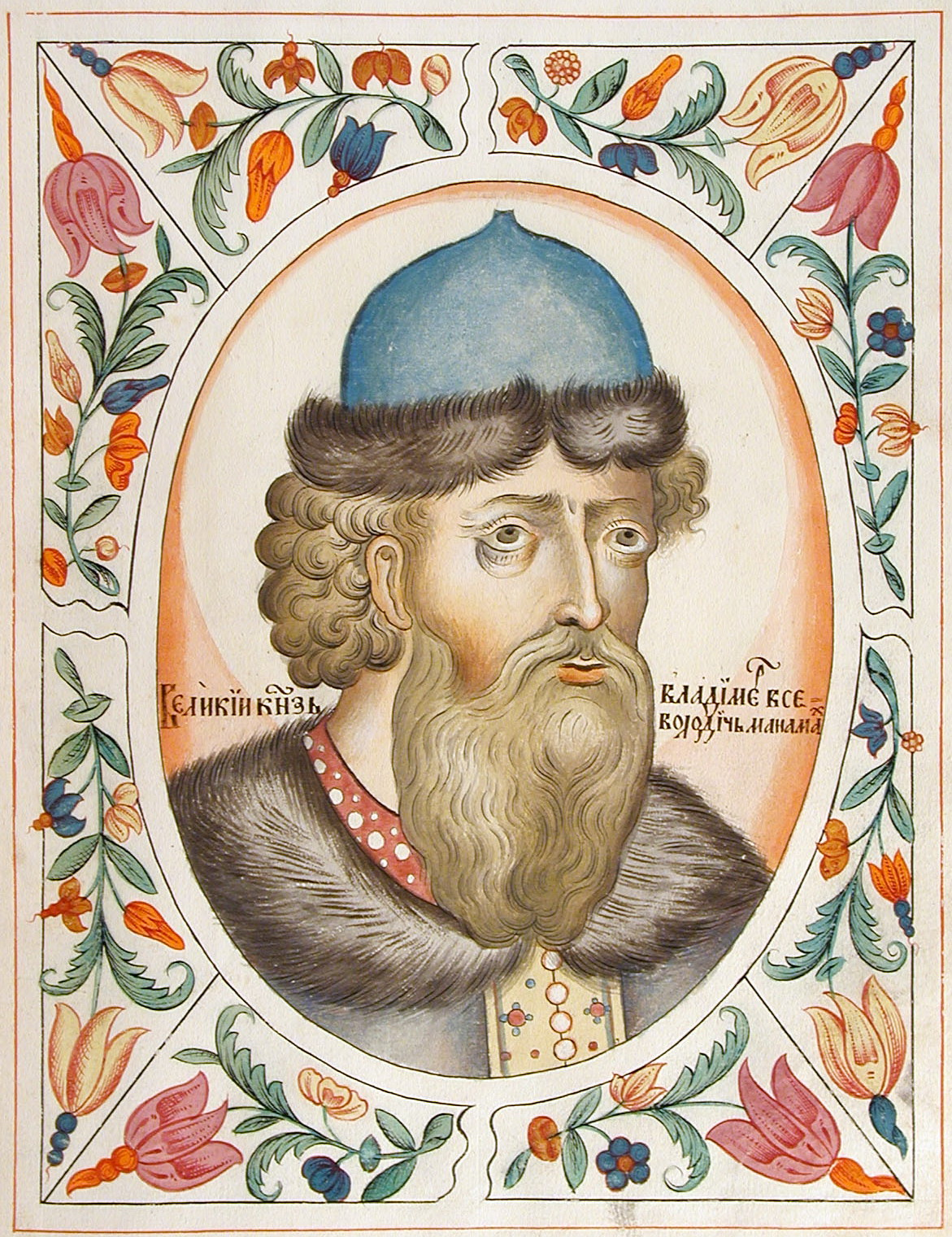
Владимир Мономах 1113-1125 Великий князь Киевский
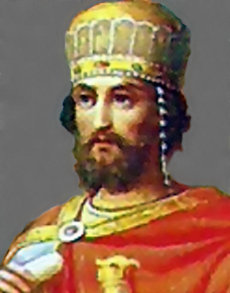
Давид IV Строитель 1089-1125 Царь Грузии
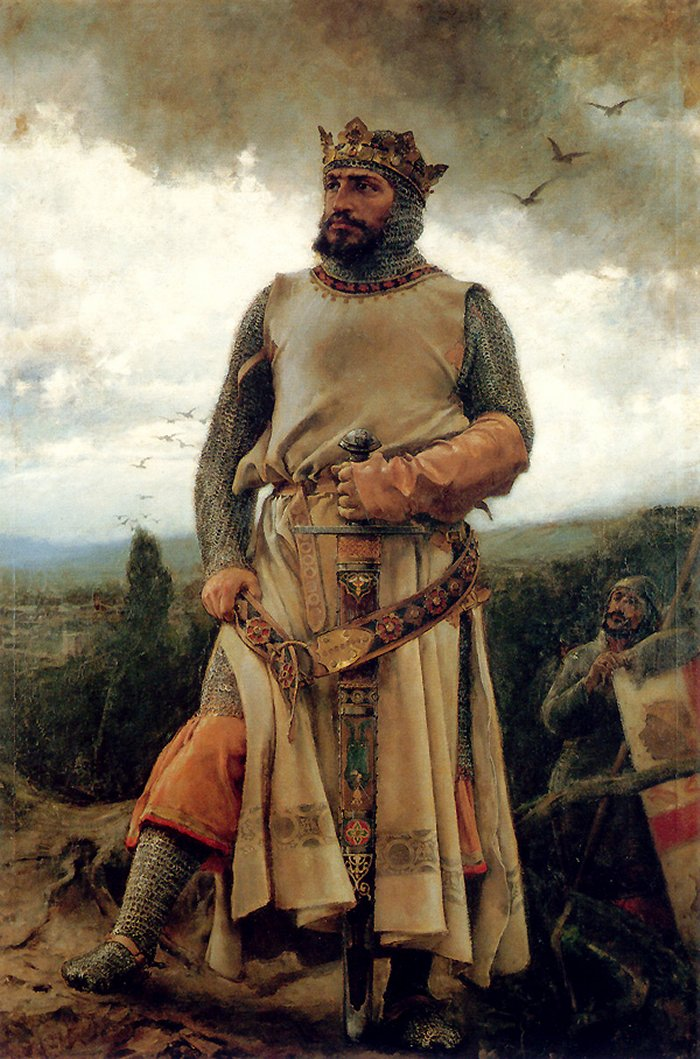
Альфонсо I Воитель 1104-1134 Король Арагона и Наварры
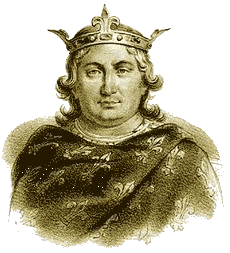
Людовик VI 1108-1137 Король Франции
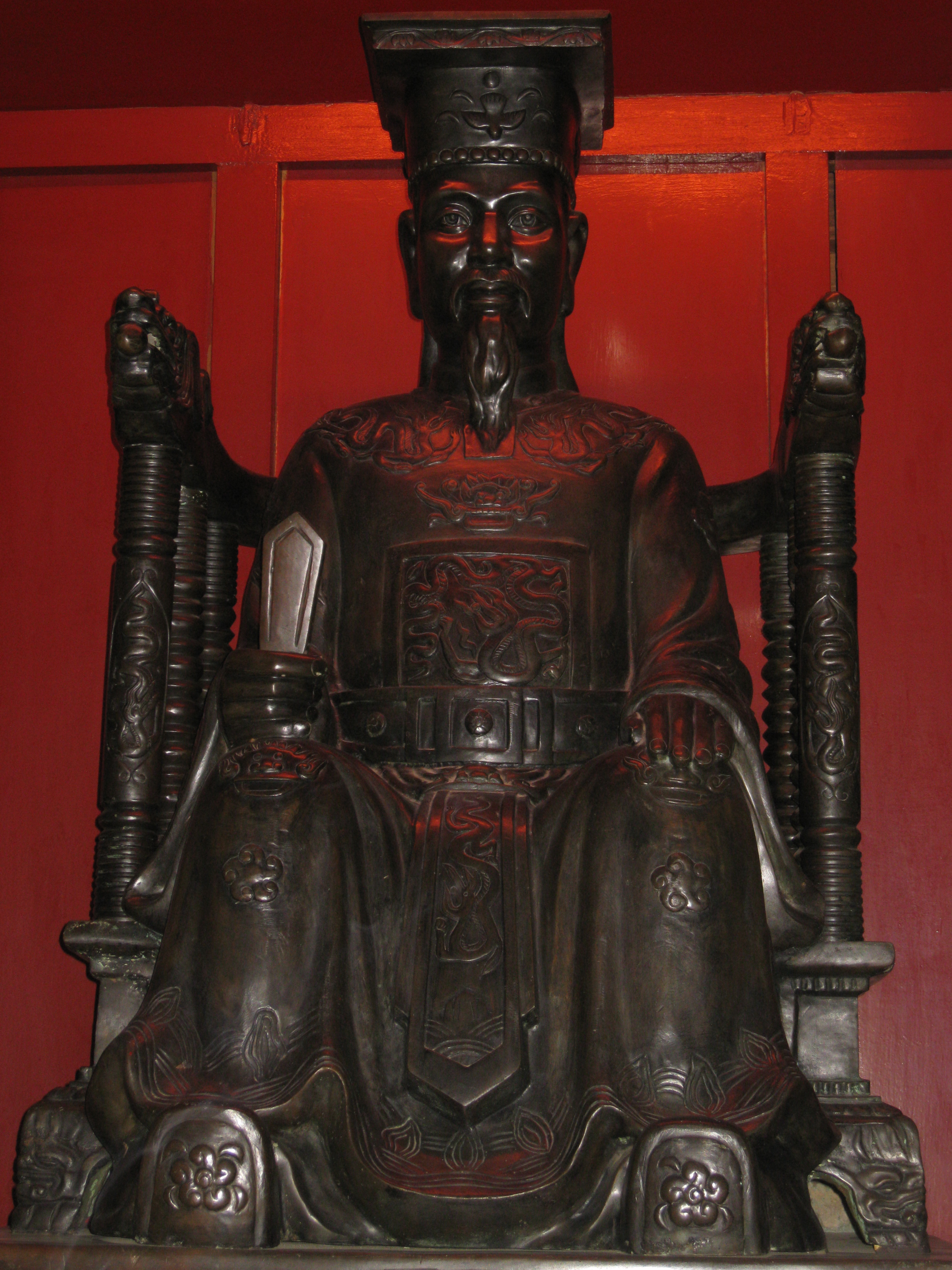
Ли Тхань Тонг 1072-1127 Император Дайвьета
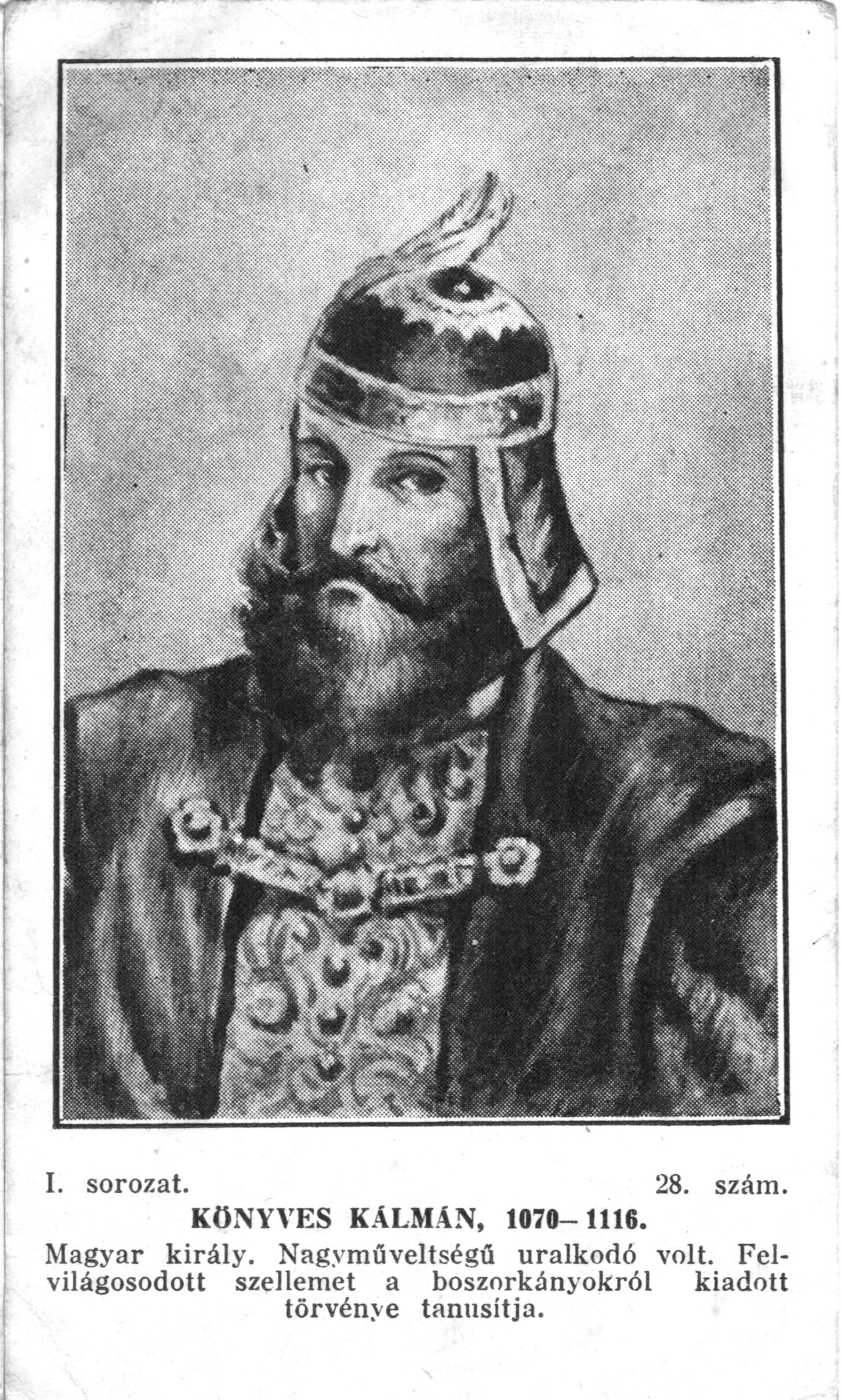
Кальман I Книжник 1095-1116 Король Венгрии
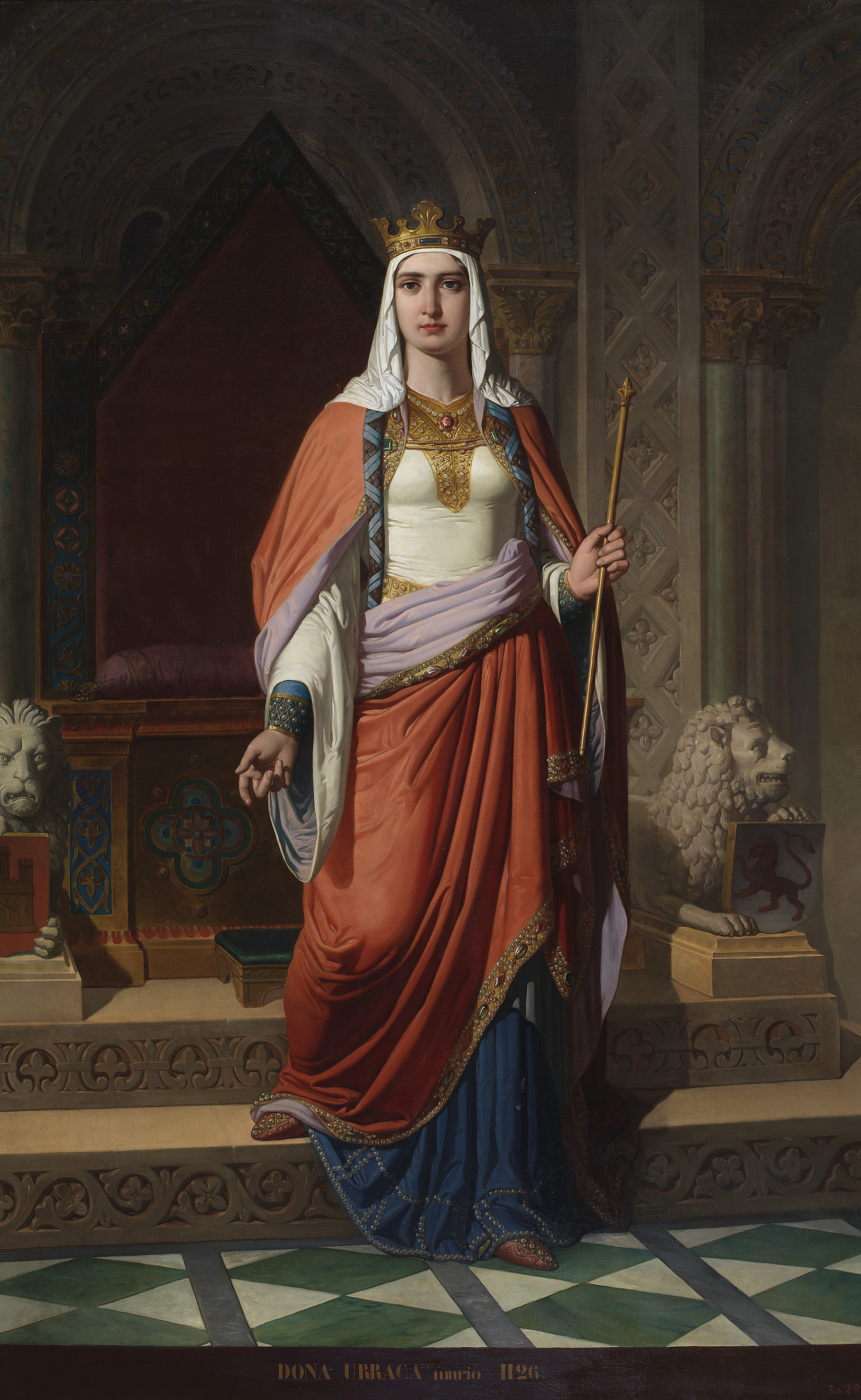
Уракка 1109-1126 Королева Кастилии и Леона
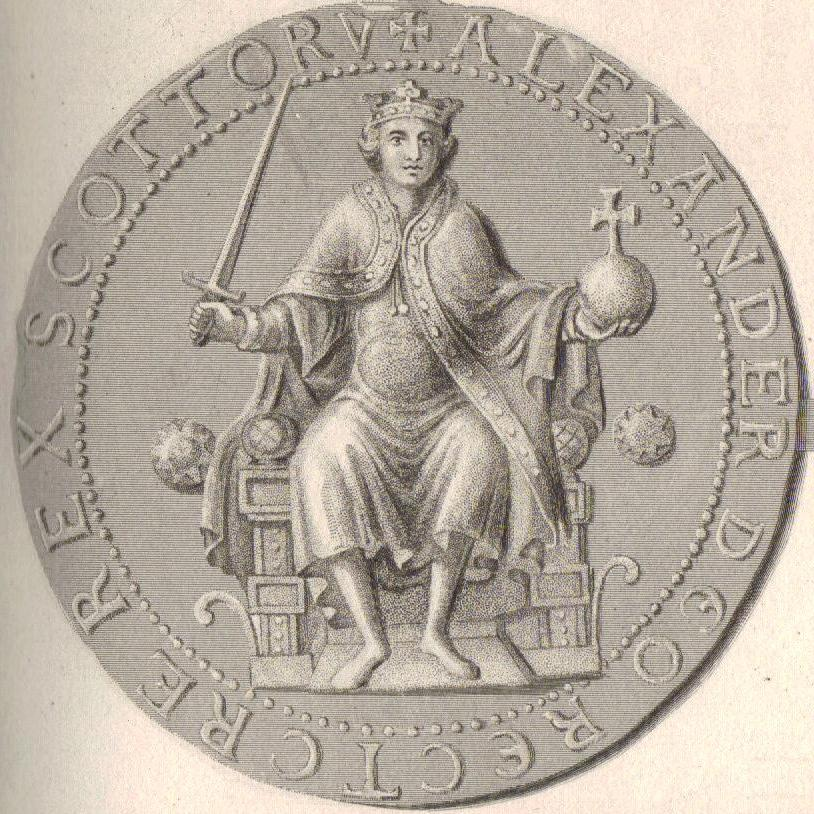
Александр I 1107-1124 Король Шотландии
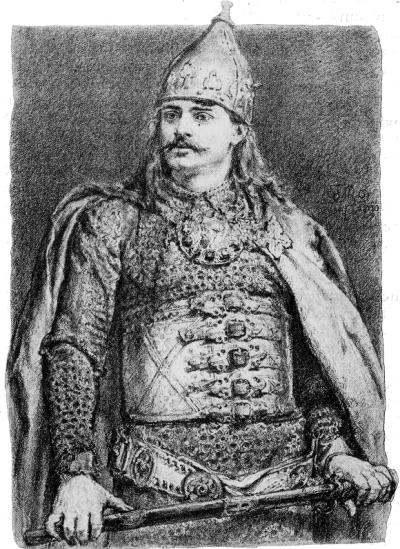
Болеслав III Кривоустый 1102-1138 Князь Польши
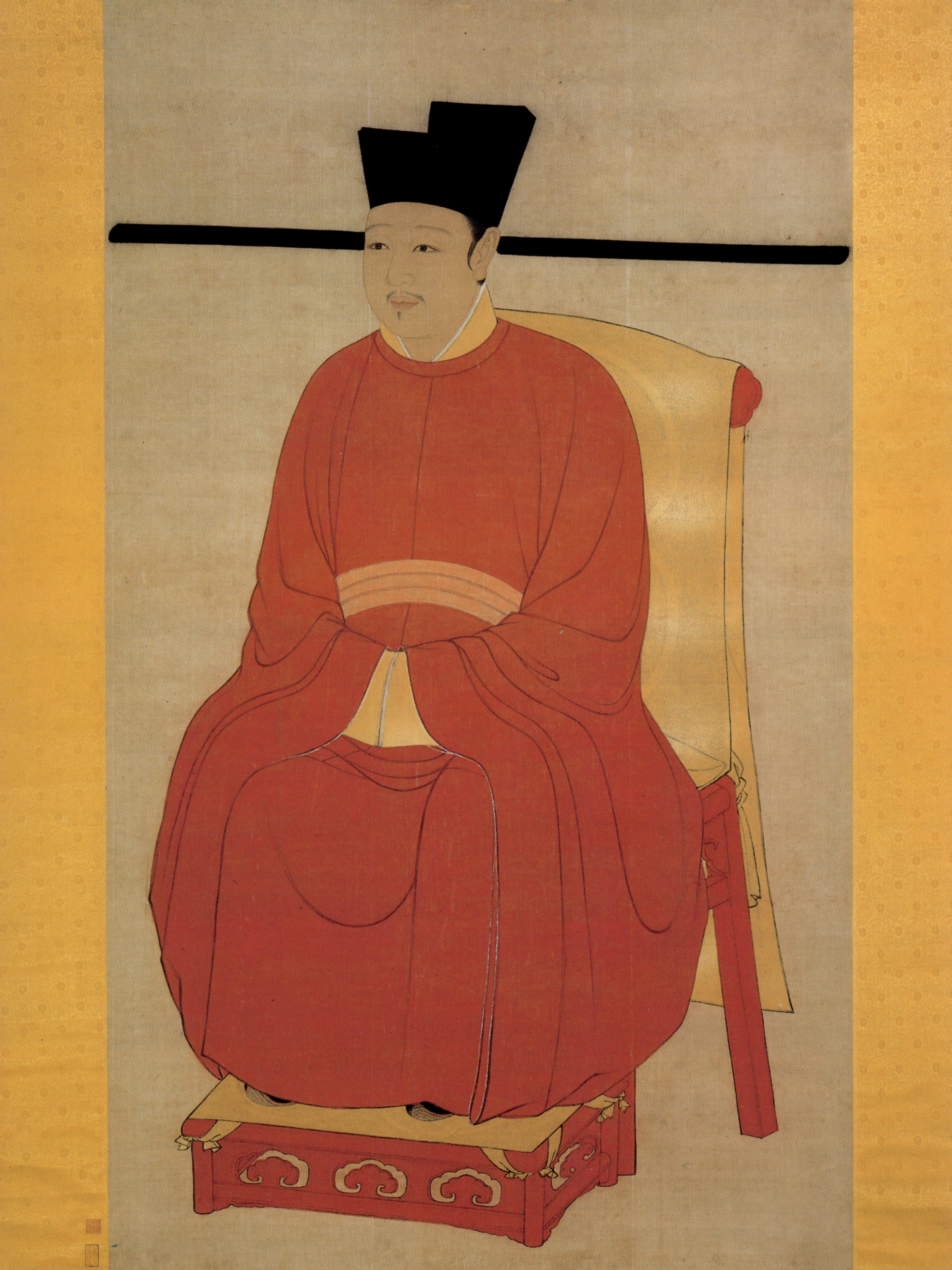
Хуэй-цзун 1000-1125 Император Китая
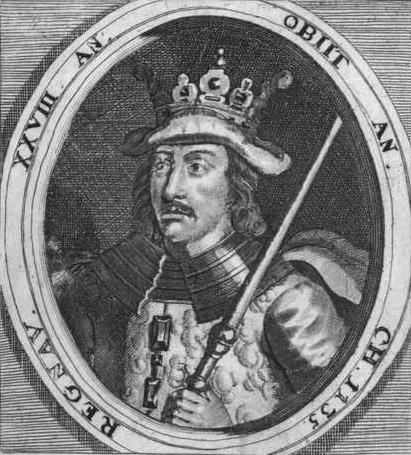
Нильс 1104-1134 Король Дании
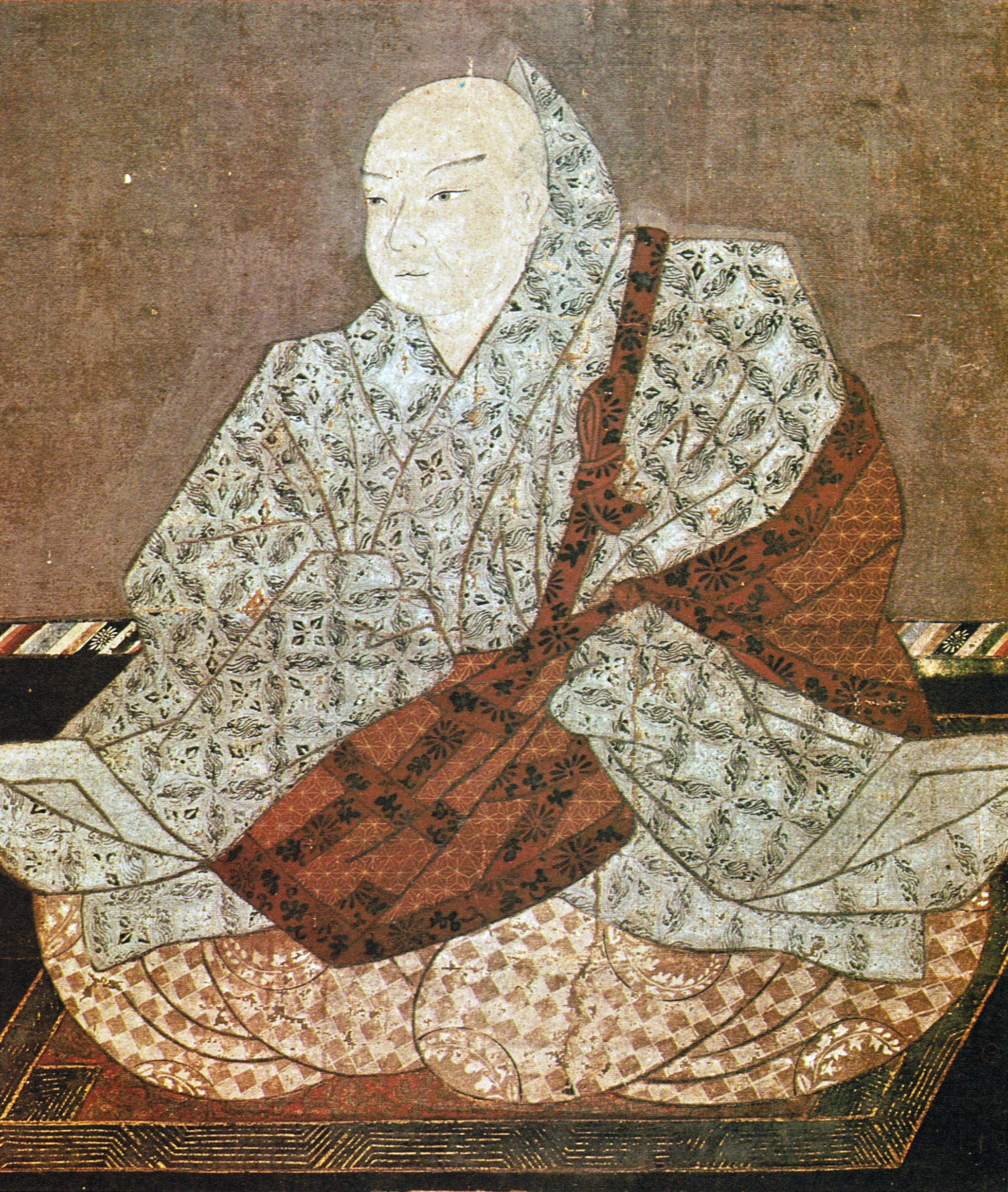
Тоба 1107-1123 Император Японии
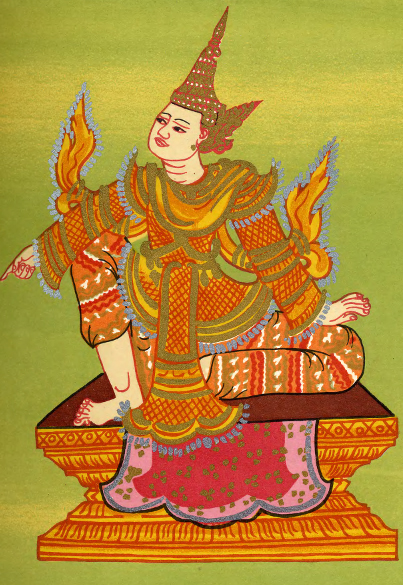
Ситу I 1112-1167 Царь Пагана
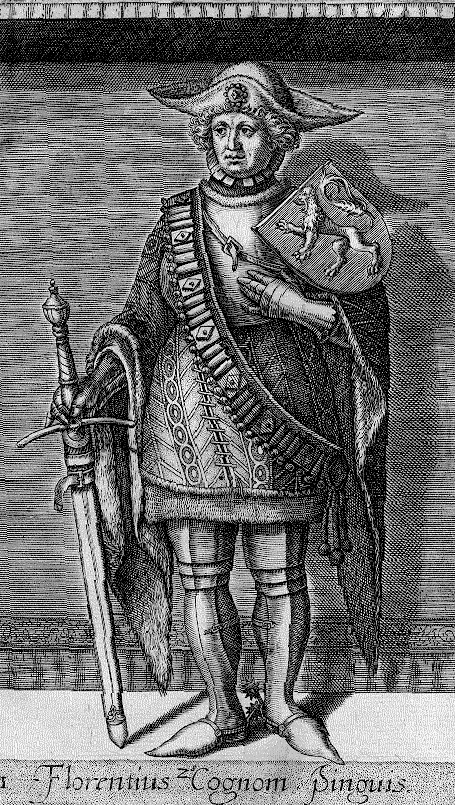
Флорис II 1091-1121 Граф Голландии
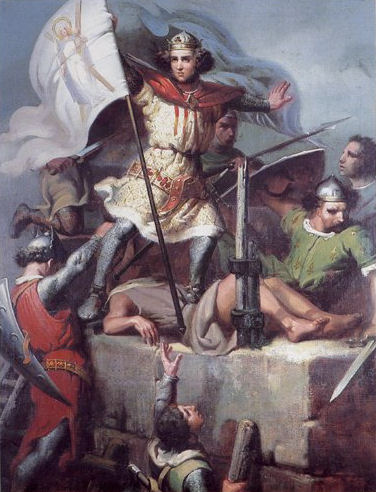
Рамон Беренгер III Великий 1097-1131 Граф Барселоны
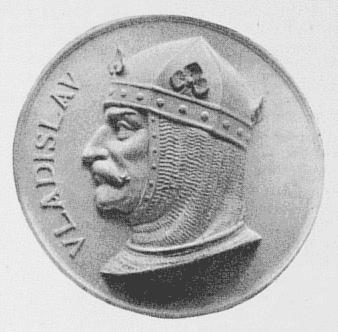
Владислав I 1109-1117,1120-1125 Князь Чехии
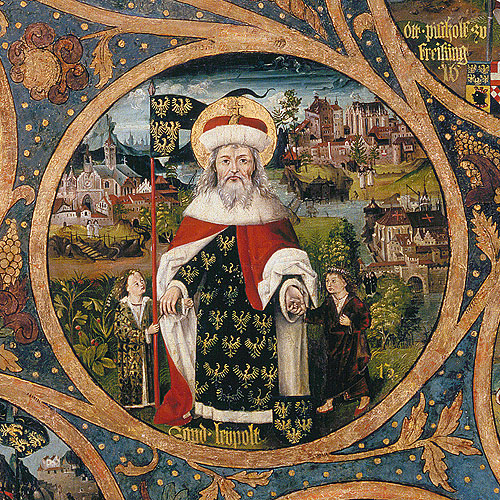
Леопольд III 1095-1136 Маркграф Австрийский
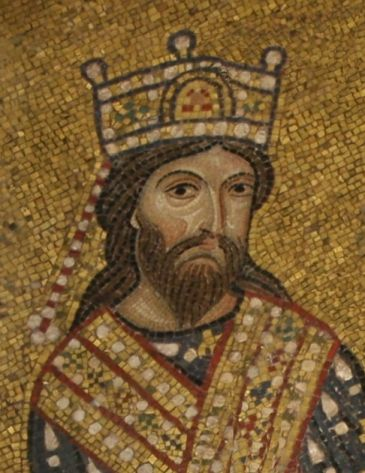
Рожер II 1105-1130 Великий граф Сицилии
Орделаффо Фальер 1102-1117 Дож Венеции
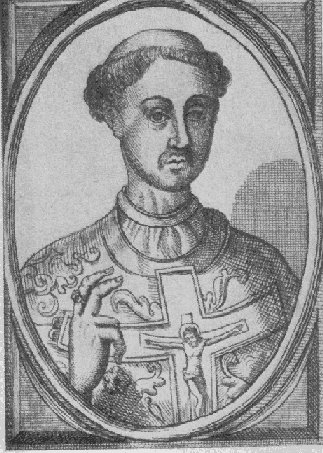
Пасхалий II 1099-1118 Папа римский